# Lina Stern
Lina Solomonovna Stern (of Shtern) (Russisch: Лина Соломоновна Штерн) (Libau, 26 augustus 1878 – Moskou, 7 maart 1968) was een Russisch-Joodse biochemicus, fysioloog en humanist. Haar medische ontdekkingen redden duizenden levens aan het front van de Tweede Wereldoorlog. Ze is vooral bekend om haar pionierswerk op het gebied van de bloed-hersenbarrière.

## Biografie
Lina Solomonovna Stern werd geboren in Libau (tegenwoordig Liepāja, Letland), een stad in het Keizerrijk Rusland. Ze begon in 1898 aan een medische opleiding in Genève, Zwitserland. Ze wilde dokter worden en voerde onderzoek uit op het gebied van biochemie en de neurowetenschappen. Ze promoveerde in 1903 op een proefschrift over de motorische functies van de urinebuis. In 1918 was ze de eerste vrouw die benoemd werd tot hoogleraar aan de Universiteit van Genève. Ze hield zich bezig met chemische fysiologie en onderzoek naar cellulaire oxidatie.
Toen ze in 1923 door vertegenwoordigers van de Sovjet-regering gevraagd werd om terug te keren naar de Sovjet-Unie, stemde ze uit ideologische overwegingen gelijk in. Ze vertrok in 1925, waarna ze haar aankomstdag als een soort tweede verjaardag bleef beschouwen. Van 1925 tot en met 1948 was ze hoogleraar aan het Tweede Staatsinstituut voor Geneeskunde te Moskou.
Van 1929 tot en met 1948 was ze directeur van het instituut voor fysiologie van de Academie van Wetenschappen van de USSR. Het instituut deed onder leiding van Stern onderzoek naar de menselijke levensduur en slaap. Multidisciplinaire groepen werkten aan vraagstukken met betrekking tot de bloed-hersenbarrière. De resultaten van dit onderzoek redden tijdens de Tweede Wereldoorlog duizenden levens aan het front. Ze had tot halverwege de jaren dertig geregeld contact met westerse collega's en nam ook deel aan internationale conferenties. In 1939 werd ze het eerste vrouwelijke Academielid (academicus). Ze ontving in 1942 een eretitel als uitzonderlijk wetenschapper en kreeg een auto. In 1943 ontving ze de Stalinprijs.
In de jaren 1941-1942 werden door het Sovjet-regime een vijftal anti-fascistische comités opgericht om de steun van het westen te winnen. Stern werd lid van het anti-fascistische comité voor vrouwen en het anti-fascistische comité voor Joden. Na het einde van de Tweede Wereldoorlog begon Stalin met een antisemitische campagne waardoor Joodse wetenschappers als Stern in zwaar weer kwamen. In 1948 werd er een brochure gepubliceerd die als doel had om alle theorieën van Stern onderuit te halen. Later dat jaar werd ze in oktober op een gezamenlijke bijeenkomst van de academie van wetenschappen beschuldigd van het hebben van "onwetenschappelijke ideeën", het hebben van contacten met het westen en het ondermijnen van het werk van Ivan Pavlov. De bijeenkomst was een farce opgezet door de Communistische Partij van de Sovjet-Unie.
In de winter van 1948–1949 werd Stern samen met de andere leden van het Joodse antifascistische comité opgepakt. Ze werd beschuldigd van spionage voor het westen gedurende de oorlog. Het bevel om Stern te arresteren werd op 27 januari 1949 uitgevaardigd. In totaal werd ze met vijftien andere Joden die lid waren van of een connectie hadden met het Joodse anti-fascistische comité ter dood veroordeeld; in 1952 werd bijna iedereen geëxecuteerd. De bekentenissen waren allen verkregen na marteling. Stern was de enige overlevende, mogelijk werd ze gespaard vanwege haar onderzoek naar de levensduur van de mens. Haar straf werd omgezet in een gevangenisstraf en vijf jaar ballingschap. Ze verbleef in totaal drie jaar en acht maanden in het gevang. In die tijd zette ze ondanks de barre omstandigheden haar onderzoek voort. Ze bracht maar tien maanden in ballingschap door en na de dood van Stalin in 1953 kon ze terugkeren naar Moskou omdat alle leden van het Joodse antifascistische comité gratie hadden gekregen van het nieuwe regime.
Van 1954 tot en met 1968 stond ze aan het hoofd van de afdeling fysiologie van een biofysisch instituut. Ook pakte ze de contacten die ze met haar buitenlandse collega's had weer op. In 1960 ontving ze een eredoctoraat van de Universiteit van Genève.
Ze overleed op 17 maart 1968 in Moskou.